# Georg Christian Beussel
Georg Peter Christian Beussel (* 10. Februar 1774 in Gartow, Königreich Hannover; † 22. August 1864 in Berlin-Moabit) war ein Berliner Gutsbesitzer.
Er wirkte auch als Kommunalpolitiker, seit 1856 als Amtmann. Seit den 1830er Jahren wohnte er in Alt-Moabit. Ihm gehörte das Gelände zu beiden Seiten der heutigen Beusselstraße, die nach ihm benannt wurde.
Begraben liegt er auf dem Friedhof der St.-Johannis-Gemeinde. Nach ihm sind die heutige Beusselstraße, Beusselbrücke sowie der Beussel-Kiez in Berlin-Moabit benannt.